# Joe Davis
Joseph "Joe" Davis (15. april 1901 – 10. juli 1978) var en engelsk professionel snookerspiller. Han dominerede sporten fra 1920'erne og to årtier frem. Han vandt de første femten verdensmesterskaber i snooker fra 1927 til 1946.
Davis havde rekorden som den ældste vinder af VM fra han i en alder af 45 år og 33 dage vandt sin sidste VM-titel i 1946, indtil 1978 hvor Ray Reardon vandt sin sidste VM-titel i en alder af 45 år og 203 dage.
Davis stoppede med at deltage i VM efter sin sejr i 1946, men han fortsatte med at spille i andre turneringer og i opvisningskampe, og han vedblev med at være en af sportens kendteste og mest populære spillere indtil slutningen af 1950'erne. Han vandt ligeledes VM i billiard fire gange mellem 1928 og 1932.

## Karriere
Joe Davis blev professionel billardspiller i en alder af 18 år, efter allerede som 13-årig at have vundet Chesterfield-mesterskabet. I 1926 nåede han frem til sin første finale ved VM i billiard, men han tabte til den forsvarende mester Tom Newman. Han nåede finalen igen året efter, men tabte igen til Newman. Tredje gang var lykkens gang for Davis, da han i 1928 endelig vandt mesterskabet over samme Newman. Han forsvarede titlen de efterfølgende tre gange – mod Newman i 1929 og 1930 og mod New Zeelænderen Clark McConachy i 1932. Han nåede finalen endnu to gange, i 1933 og 1934, hvor han dog begge gange tabte til australske Walter Lindrum.
Samtidig med at han toppede som billardspiller, begyndte Davis at interessere sig mere og mere for snooker, og han var selv med til at organisere det første VM i snooker i 1927, hvor han vandt finalen over Tom Dennis. Han vandt efterfølgende VM hvert år indtil 1940. Joes lillebror Fred var ligeledes en dygtig snookerspiller, som selv vandt VM ved flere lejligheder. Da de to brødre mødtes i VM-finalen i 1940 vandt Joe med den imponerende framescore 37-36.
VM blev som følge af 2. verdenskrig ikke afholdt i perioden 1941-1945. Da det blev genoptaget i 1946 forsvarede Davis sin titel og vandt dermed sit femtende VM i træk og opnåede at holde titlen som verdensmester uafbrudt i 20 år. Han er stadig den spiller i historien, der har vundet fleste verdensmesterskaber. Han trak sig tilbage fra VM efter sejren i 1946, og han er dermed samtidig den eneste ubesejrede spiller nogensinde ved verdensmesterskabet i snooker.
Davis var dog stadig manden, man skulle slå for at vinde, helt op igennem 1950erne, hvor han bl.a. vandt ''News of the World''-turneringen tre gange. Hans nærmeste rivaler var lillebror Fred og den senere verdensmester John Pulman. Han skrev endnu engang historie i 1955, da han lavede det første officielt anerkendte maksimum break på 147 i snooker i en opvisningskamp i Leicester Square Hall. Han havde også lavet sportens første officielle century break i 1930.
I 1962, da han var mere end 60 år gammel, lavede han det første century break, der blev vist på TV. Breaket på præcist 100 kom allerede i hus ved hans første besøg ved bordet i den første frame af en kamp mod den på det tidspunkt regerende verdensmester John Pulman, og det bestod af syv sorte, to pink og fem blå.
Davis blev i 1963 æret med en Order of the British Empire (OBE). Han fortsatte som professionel indtil 1964.
Davis døde to måneder efter at han var kollapset, mens han havde set sin lillebror spille mod Perrie Mans i semifinalen ved VM i Snooker 1978.